# Annie Funk
Annie Clemmer Funk (12 de abril de 1874 – 15 de abril de 1912) foi uma missionária americana e uma das 1.500 pessoas que pereceram no naufrágio do RMS Titanic. Desde 1906, atuava como missionária no distrito de Janjgir-Champa em Chhattisgarh, Índia. Ela estava a caminho de visitar a mãe doente. Seu corpo nunca foi recuperado.